# Calendarul berber
Calendarul berber (sau calendarul agricol berber) este un sistem tradițional de măsurare a timpului⁠(d) utilizat de popoarele berbere din Africa de Nord, în special în Maroc, Algeria, Tunisia și Libia. Acesta este strâns legat de ciclurile agricole⁠(d) și meteorologice ale regiunii și reflectă o tradiție ancestrală ce combină influențe autohtone cu elemente romane.

## Caracteristici principale

### Originea și influențele
Calendarul berber are rădăcini în vechiul calendar iulian, introdus de romani în Africa de Nord. În timp, acesta a fost adaptat la specificul local, devenind un instrument pentru gestionarea ciclurilor agricole.

### Structura calendarului
Anul are 365 de zile, împărțite în 12 luni. Lunile sunt similare cu cele din calendarul iulian, cu mici diferențe de nume și pronunție. Fiecare an include o zi suplimentară la fiecare 4 ani (în anii bisecți). 

### Lunile calendarului berber
1. Yennayer (ianuarie)
2. Furar (februarie)
3. Meɣres (martie)
4. Yebrir (aprilie)
5. Mayyu (mai)
6. Yunyu (iunie)
7. Yulyu (iulie)
8. ɣuct (august)
9. Ctember (septembrie)
10. Tuber (octombrie)
11. Nwenber (noiembrie)
12. Dujember (decembrie)

### Începutul anului berber
Anul nou berber, cunoscut sub numele de Yennayer, este sărbătorit pe 12 ianuarie în calendarul gregorian. Este o sărbătoare importantă, marcată prin festivități tradiționale și mese bogate.

### Anul curent
Calendarul berber numără anii începând cu anul 950 î.Hr., considerat începutul domniei faraonului Shoshenq I al Egiptului Antic. Astfel, anul 2024 din calendarul gregorian corespunde anului 2974 în calendarul berber.

### Utilizarea modernă
Calendarul berber este folosit în principal pentru sărbători tradiționale și agricultură, dar are și o semnificație culturală importantă în rândul comunităților berbere.

## Importanță culturală
Calendarul berber reprezintă o legătură cu trecutul și o expresie a identității culturale⁠(d) a popoarelor berbere. În ultimele decenii, acesta a fost promovat activ ca simbol al moștenirii culturale și al rezistenței identitare.